# Totally Bublé
Albums de Michael Bublé
Dream Let It Snow!
Totally Bublé est un maxi (EP) de Michael Bublé, sorti en 2003.

## Chansons
1. That's How It Goes
2. Peroxide Swing
3. Me & Mrs. You
4. Love At First Sight
5. Anyone To Love
6. Guess I'm Falling For You
7. Tell Him He's Yours

- Bonus sur l'ordinateur:

1. That's How It Goes (Vidéo)
2. Love At First Sight (Vidéo)
3. Anyone To Love (Vidéo)